# Il mondo non basta
Il mondo non basta (The World Is Not Enough) è un film del 1999 diretto da Michael Apted.
Si tratta del diciannovesimo film di James Bond, il primo prodotto da EON Productions e distribuito da Metro-Goldwyn-Mayer che prende il posto della United Artists, proprietario e distributore del franchise cinematografico.
Il ruolo del protagonista è affidato a Pierce Brosnan che interpreta l'agente 007. Altri attori coinvolti sono Sophie Marceau e Desmond Llewelyn.
La trama del film ruota intorno all'assassinio del miliardario Sir Robert King da parte del terrorista Renard e al successivo incarico affidato a Bond di proteggere la figlia di King, Elektra, che in precedenza era stata rapita da Renard a scopo di estorsione. Durante il suo incarico, Bond svela un piano per aumentare i prezzi del petrolio innescando una catastrofe nucleare nelle acque di Istanbul.
Il titolo "Il mondo non basta" è il motto di famiglia di Bond, come lui stesso afferma, ed è visibile, in latino, sotto lo stemma della famiglia Bond nel film Al servizio segreto di Sua Maestà: «Orbis non sufficit».

## Trama
A Bilbao, l'agente dell'MI6 James Bond incontra il banchiere svizzero Lachaise per recuperare denaro per Sir Robert King, un magnate del petrolio britannico e amico di M. Bond interroga il banchiere per identificare l'assassino di un agente dell'MI6, ma Lachaise viene ucciso prima di rivelare questa informazione e Bond è costretto a scappare con i soldi. Al quartier generale dell'MI6 a Londra, si scopre che il denaro è pieno di esplosivi che uccidono King. Bond insegue l'assassina in barca sul Tamigi fino al Millennium Dome, dove lei tenta di fuggire in mongolfiera. Bond le offre protezione; lei rifiuta e fa esplodere la mongolfiera a costo della sua vita.
Bond rintraccia il denaro recuperato fino a Victor Zokas alias Renard, un agente del KGB diventato terrorista anarchico. In seguito a un precedente attentato alla sua vita da parte dell'MI6, Renard è stato lasciato con un proiettile conficcato nel cervello, che lo rende immune al dolore ma alla fine lo ucciderà. M assegna a Bond il compito di proteggere la figlia di King, Elektra, che Renard aveva precedentemente rapito e tenuto in ostaggio per ottenere un riscatto. Bond vola in Azerbaigian, dove Elektra supervisiona la costruzione di un oleodotto. Durante un tour del percorso proposto per l'oleodotto in montagna, Bond ed Elektra vengono attaccati da una squadra di sicari in motoslitta.
Dopo essere sopravvissuti ai sicari, Bond visita Valentin Zukovsky in un casinò per acquisire informazioni sugli aggressori di Elektra. Lì, Bond diventa sospettoso quando Elektra perde immediatamente 1 milione di dollari in una partita di high card draw e scopre che il suo capo della sicurezza, Sasha Davidov, è segretamente in combutta con Renard. Bond uccide Davidov e sale su un aereo diretto a una base russa di missili balistici intercontinentali in Kazakistan. Fingendosi uno scienziato russo, Bond incontra la dottoressa Christmas Jones. Renard rimuove la scheda di localizzazione GPS e il plutonio di grado bellico da una bomba nucleare. Prima che Bond possa ucciderlo, Jones fa saltare la sua copertura. Renard ruba la bomba e fugge, lasciando tutti a morire. Bond e Jones fuggono dal silo che esplode con la scheda di localizzazione.
In Azerbaigian, Bond avverte M che Elektra potrebbe non essere così innocente come sembra e potrebbe essere stata vittima della sindrome di Stoccolma durante la cattura di Renard. Le consegna la carta di localizzazione come prova del furto. Suona un allarme, rivelando che la bomba rubata è attaccata a un modulo d'ispezione dell'oleodotto diretto al terminal petrolifero. Bond e Jones entrano nell'oleodotto per disattivare la bomba e Jones scopre che metà del plutonio è mancante. Saltano fuori dalla piattaforma e una sezione del tubo viene distrutta dall'esplosione, ed al centro di comando ritengono che Bond e Jones vengono presumibilmente uccisi. Elektra a questo punto esce allo scoperto, e rivela a M di aver ucciso suo padre per vendicarsi del fatto che non aveva pagato il riscatto e la aveva usata come esca per eliminare Renard, dopodiché la tiene in ostaggio.
Bond irrompe da Zukovsky nella sua fabbrica di caviale nel Mar Caspio ed entrambi vengono attaccati dagli elicotteri di Elektra. Zukovsky rivela che il suo accordo con Elektra era di accettare una ricompensa tramite scommesse nel suo casinò in cambio dell'uso di un sottomarino capitanato dal nipote di Zukovsky. Il gruppo va a Istanbul, dove Jones si rende conto che Renard intende inserire il plutonio rubato nel reattore nucleare del sottomarino, la fusione risultante distruggerebbe Istanbul, sabotando gli oleodotti russi nel Bosforo, che a seguito dell'esplosione diverrebbe inagibile e quindi non percorribile dalle navi in transito. L'oleodotto di Elektra, progettato per aggirare Istanbul, sarebbe così l'unica alternativa per l'Occidente ed aumenterebbe quindi di valore. Bond riceve un segnale dalla scheda di localizzazione alla Torre della Fanciulla prima che lo scagnozzo di Zukovsky, Bull (anch'egli complice di Elektra), faccia saltare in aria il centro di comando. Zukovsky finisce a terra privo di sensi, e Bond e Jones vengono catturati dagli scagnozzi di Elektra. la Jones viene portata a bordo del sottomarino, che è stato sequestrato dagli uomini di Renard. Bond viene portato alla torre, dove Elektra lo tortura con una garrota e rivela di essere stata lei a sedurre Renard e non il contrario, arrivando persino a tagliarsi parte dell'orecchio per rendere più credibile il suo rapimento. Zukovsky, rinvenuto, con l'aiuto dei suoi uomini si impossessa della torre, ma viene colpito mortalmente da Elektra. Prima di morire, Zukovsky usa la sua canna-pistola per liberare Bond, che poi libera M e uccide Elektra.
Bond si tuffa dietro al sottomarino, vi sale a bordo e libera Jones. Lo scafo del sottomarino si rompe mentre affonda nel Bosforo. Bond combatte Renard e lo trafigge sparandogli la barra di plutonio nel petto. Bond e Jones fuggono dal sottomarino, lasciando che il reattore allagato esploda sott'acqua senza alcun effetto. Conclusa la missione 007 può godersi il Capodanno del 2000 a Istanbul con la dottoressa Jones, mentre vengono monitorati dai satelliti dell'MI6.

## Produzione

### Ambientazione
Dopo lo scioglimento dell'Unione Sovietica si formarono nuovi stati nella regione del Mar Caspio e iniziò un nuovo boom del petrolio, particolarmente in Azerbaigian. Petrolieri esteri si affrettarono a fare affari con gli uomini forti emergenti della regione. Per un periodo, la regione fu al centro della “più grande vendita nella storia del mondo”, come descrissero quella fase gli scrittori Daniel Yergin e Joseph Stanislaw. La CIA mise in campo agenti nella regione del Caspio, e l'esercito statunitense addestrò soldati locali per tenere gli oleodotti al sicuro da attacchi. Anche Hollywood ne approfittò, l'intrigo dell'oleodotto del Caspio diede origine allo sfondo della storia del film.

### Regia
Prima di Michael Apted, la produttrice Barbara Broccoli pensò originariamente di affidare la regia del film a Peter Jackson, regista del film Creature del cielo di cui la Broccoli era una grande fan, ma cambiò idea in seguito alla visione della pellicola Sospesi nel tempo sempre diretta da Jackson, il cui stile, non conforme ai canoni della serie, aveva completamente spiazzato la produttrice. Anche Joe Dante e Peter Medak erano stati presi in considerazione per dirigere il film. Medak, che aveva già diretto per la MGM Species II, era andato vicino a ottenere l'ingaggio, ma a causa del flop di pubblico e di critica del sequel di Specie mortale, la MGM ci ripensò.

### Cast
- Pierce Brosnan è James Bond, l'agente 007 dell'MI6.
- Robert Carlyle è Viktor Zokas alias Renard, terrorista anarchico; raggiunto da un proiettile penetratogli nel cervello è condannato a una morte lenta, ma per effetto di quel proiettile è del tutto insensibile al dolore. È, insieme ad Elektra, l'antagonista del film.
- Sophie Marceau è Elektra King, figlia del magnate Sir Robert King. Si finge profondamente scossa dopo il rapimento patito ad opera di Renard, in realtà suo complice nell'omicidio del padre. È l'unica erede dell'impero petrolifero appartenente alla sua famiglia dopo la morte del padre.
- Denise Richards è Christmas Jones, fisico nucleare incaricata di supervisionare i lavori per lo smantellamento di una vecchia base.
- Robbie Coltrane è Valentin Zukovsky, ex agente del KGB e rivale di Bond apparso precedentemente in GoldenEye.
- Judi Dench è M, capo dell'MI6.
- Desmond Llewelyn è Q, capo del laboratorio attrezzature del MI6. Questo è l'ultimo film con la partecipazione di Llewelyn: l'attore infatti morì in un incidente stradale nello stesso 1999, poco tempo dopo l'uscita del film.
- John Cleese è R, l'assistente che prenderà il posto di Q.
- Samantha Bond è Miss Moneypenny, la segretaria di M.
- Michael Kitchen è Bill Tanner, capo di Stato maggiore.
- Colin Salmon è Charles Robinson, l'assistente di Tanner.
- Serena Scott Thomas è la dottoressa Molly Warmflash.
- Maria Grazia Cucinotta è Giulietta Da Vinci, killer assoldata da Renard per uccidere Bond.

### Riprese
Le riprese si svolsero in Spagna, Francia, Azerbaigian, Turchia e Regno Unito, con interni girati ai Pinewood Studios.
Il quartier generale dell'MI6 in Scozia è il castello di Eilean Donan.
Le sequenze iniziali girate sul Tamigi hanno richiesto sei settimane di riprese.

## Colonna sonora
The World Is Not Enough, cantata dai Garbage, è il tema portante della colonna sonora. Il brano è stato scritto da David Arnold.

## Distribuzione
La pellicola è stata distribuita nelle sale americane il 19 novembre 1999 e in quelle britanniche il 26 novembre 1999. In Italia il film è stato distribuito il 14 gennaio 2000.

## Accoglienza
Nonostante abbia ricevuto recensioni contrastanti, con la trama e il casting di Denise Richards spesso prese di mira per le critiche, The World Is Not Enough guadagnò 361832400 $ in tutto il mondo.

## Riconoscimenti
- BMI Film Music Award 2000 - David Arnold
- Blockbuster Entertainment Awards 2000 - Attore favorito - Pierce Brosnan
- Gold Bogey Award 1999
- Empire Award 2000 - Miglior attore - Pierce Brosnan
- Golden Screen 1999
- Razzie Award 1999 - Peggior attrice di supporto - Denise Richards